# 재판지 전환
재판지 전환이란 미국의 민사소송법의 개념으로 재판이 벌어지는 장소를 새로운 곳으로 옮기는 것을 뜻한다.  재판지 전환의 이유로는 공정하고 편견없는 배심원 구성을 위해 범죄가 벌어진 장소에서 멀리 떨어진 곳에서 재판을 하는 것이 하나의 이유가 될 수 있다. 또한 증인소환이나 증거수집이 용이한 장소등으로 재판지 전환이 가능하다.

## 참고 문헌
- 서철원, 『미국 민사소송법』. 법원사, 2005. ISBN 9788991512023
- 조상희, 『법학전문대학원 민사소송법 기본강의』. 한국학술정보(주), 2009. ISBN 9788953423077